# Vlaardingse Poort
De Vlaardingse Poort of Vlaerdingsche Poort was een stadspoort in Schiedam. Het poortgebouw was gesitueerd ter hoogte van de huidige "Vlaardingerstraat" en "Westvest" aan de westkant van de vesting. De poort dankt haar naam aan het feit dat hier de hoofdweg naar Vlaardingen liep, daarbij werd de stenenweg (de doorgaande weg vanuit de poort) in de 16e eeuw de "Vlaardingsedyck" genoemd en in de 18e eeuw de "Vlaardingerstraat". Sinds de stenen ommuring en vestingwerken van 1578-1580 was de poort, samen met de "Kethel poort", "Overschiesche poort" en de "Rotterdamsche poort" een van de vier hoofdpoorten van Schiedam. Cornelis van Crabbendam geb. 16-11-1661 ( Schiedams geslacht Krabbendam) werkte als poorter op De Vlaerdingse Poort en overleed 01-08-1722. Zijn vrouw Judict Dirks van Canterbergh die zijn taak als poorter had overgenomen, overleed op 13-11-1730 nadat zij de sleutel van de poort had opgehaald en verdronk nadat zij in het water was gevallen. De plaats waar de Vlaerdingse Poort was gevestigd is thans de Kethelbrug ter hoogte van de Damlaan en Westvest.

## Geschiedenis
In 1490 werd ook al van een Vlaardingse poort gesproken en was vermoedelijk een houten constructie. De poort kwam voor in een plan voor een inname van de stad Schiedam tijdens de Jonker Fransenoorlog (1488-1490) en werd benoemd als een "zwakke poort". In 1580 wordt de poort benoemd en is er sprake van een stenenpoort als onderdeel van de nieuwe vestingwerken, die alle Hollandse steden kregen tijdens de Tachtigjarige Oorlog.
Jacob de Gheyn (II) maakt in 1598 een tekening van de poort, daar is op te zien een toegang (van landszijde) met bovenop de poortwachterswoning. Rechts op de tekening is er nog een lage waterpoort aanwezig met waterrad bovenop. De waterpoort toegang was alleen voor roeijachten en rijshout schepen geschikt. In 1719 is de poort verbouwd, waarschijnlijk tot een simpele poort met valhek. In 1731 werd er opnieuw een tekening gemaakt door een onbekende schilder, op de afbeelding is te zien dat de waterpoort verdwenen is en de poortwachtershuis linksachter de poort gevestigd is (zie afbeelding). Jacob Kortebrant maakt een tekening van de poort in 1735 uit de gegevens van Jacob de Gheyn. In 1862 werd de poort gesloopt vanwege de stadsuitbreiding en de industriële opkomst, zoals de jeneverindustrie in Schiedam.